# Cravaté italien
Le cravaté italien est une race de pigeon domestique originaire d'Italie, autour de Reggio Emilia. Elle est classée dans la catégorie des pigeons cravatés.

## Histoire
Cette race issue de sélections de Columba livia apparaît au XVIe siècle autour de Reggio Emilia. Elle est divisée en deux groupes : le « reggiano », race originelle, et le « rondone » dont le plumage présente un aspect glacé ou givré. Ces deux groupes ne doivent pas être mélangés.

## Description
Le cravaté italien est un pigeon de petite taille, de hauteur moyenne sur pattes, au port altier et horizontal avec une poitrine bombée. Sa tête est bien ronde avec un tout petit bec. Son cou est marqué par une cravate symétrique. Le plumage est lisse et bien serré.
Une vingtaine de coloris pour le plumage sont autorisés par le standard officiel. Ils passent du noir au blanc en passant par le bleu barré, le rouge.

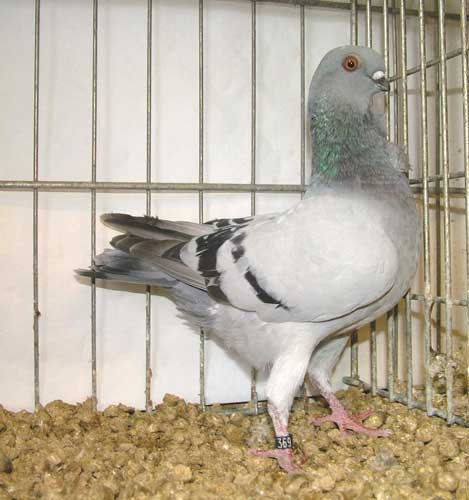
Cravaté italien bleu barré
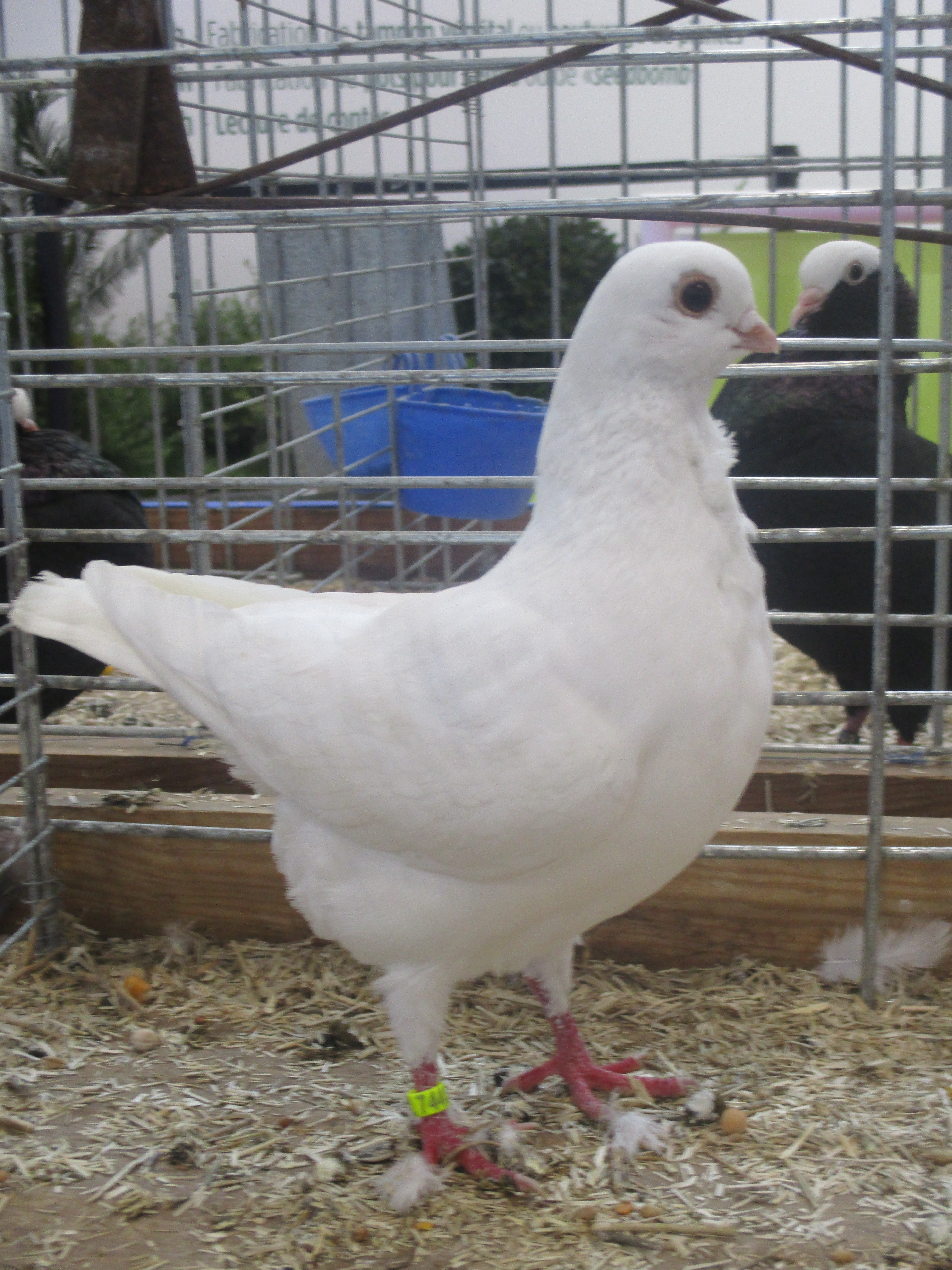
Cravaté italien blanc
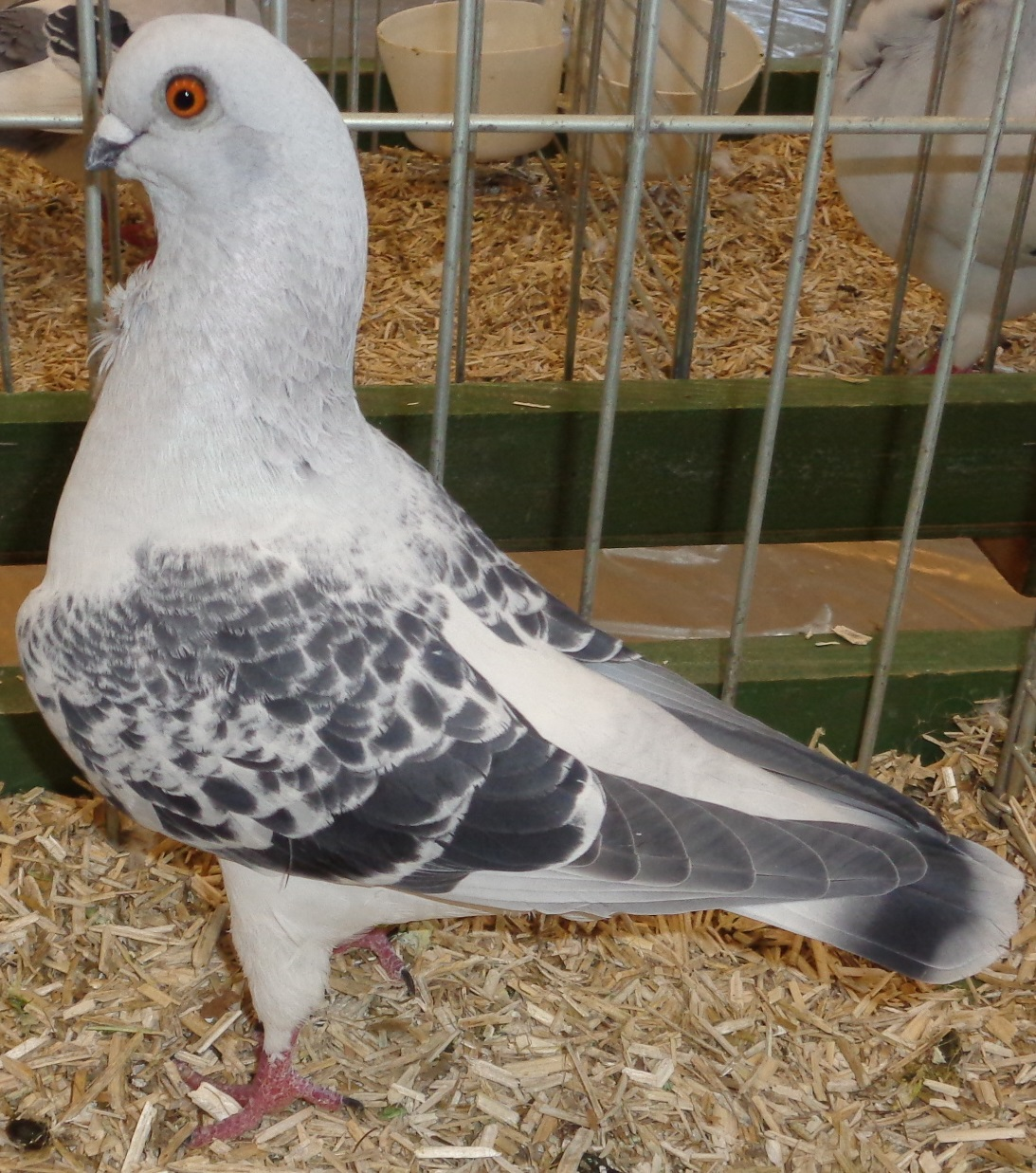
Cravaté italien givré écaillé
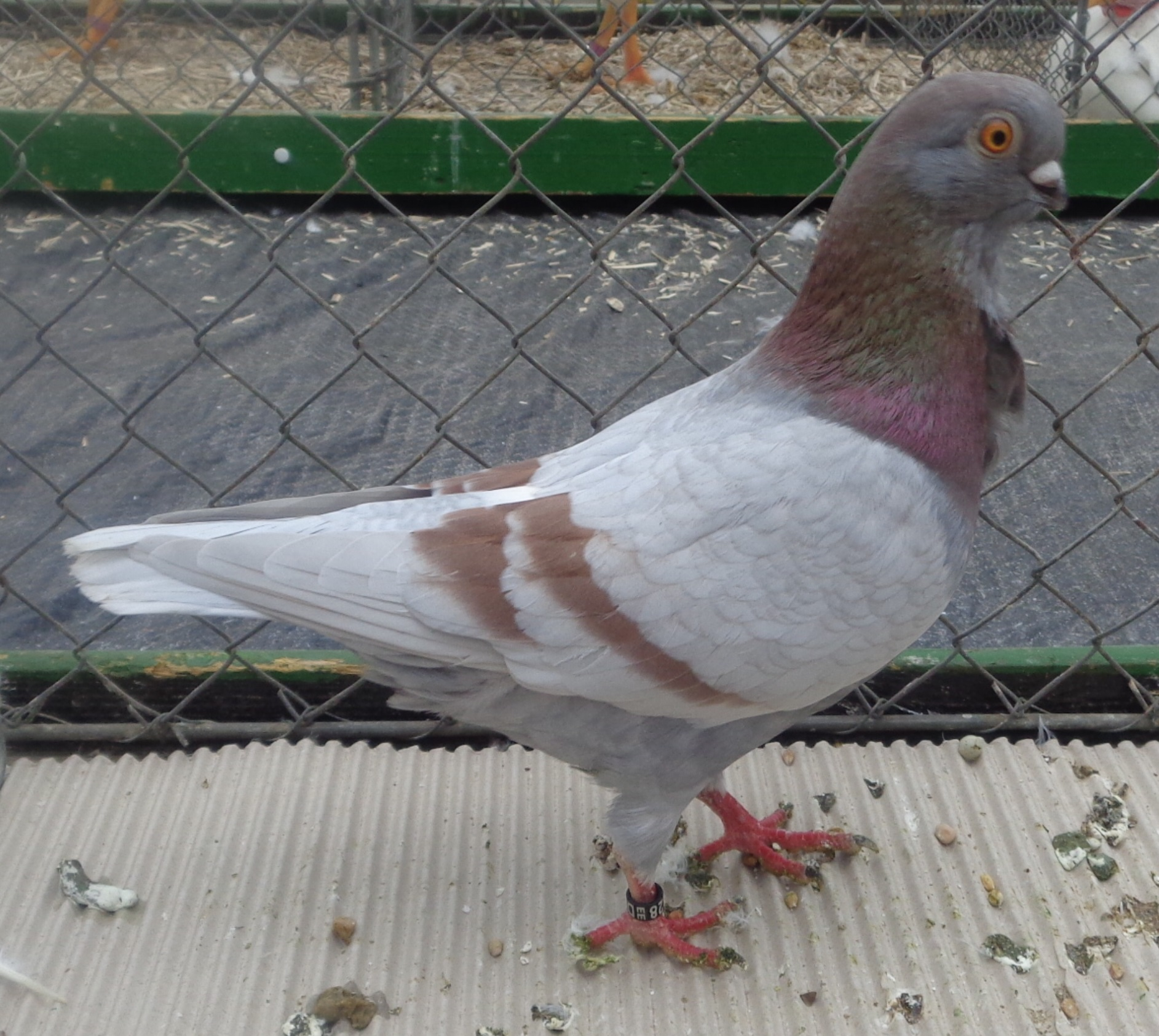
Cravaté Italien rouge cendré barré
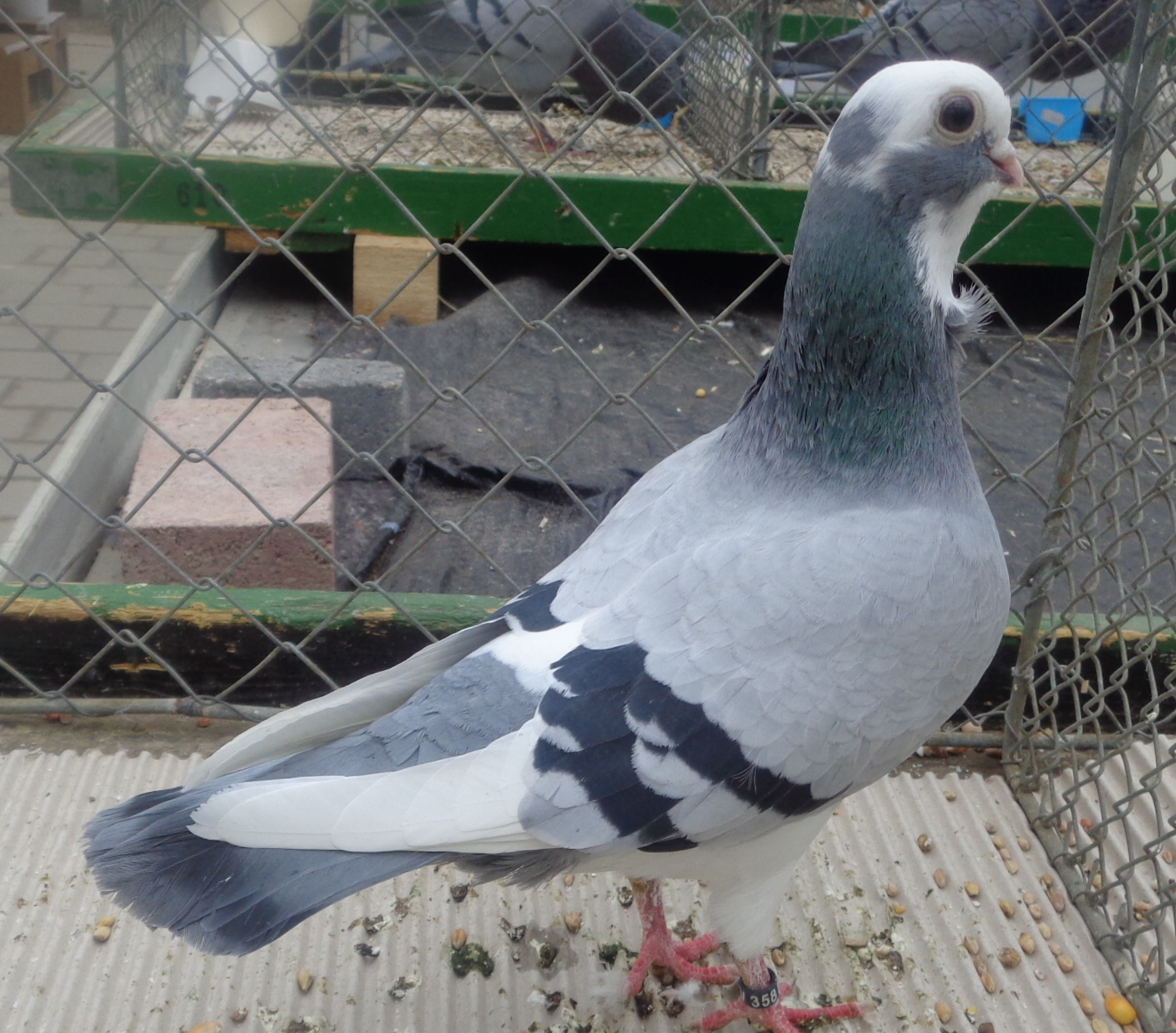
Cravaté Italien panaché bleu barré
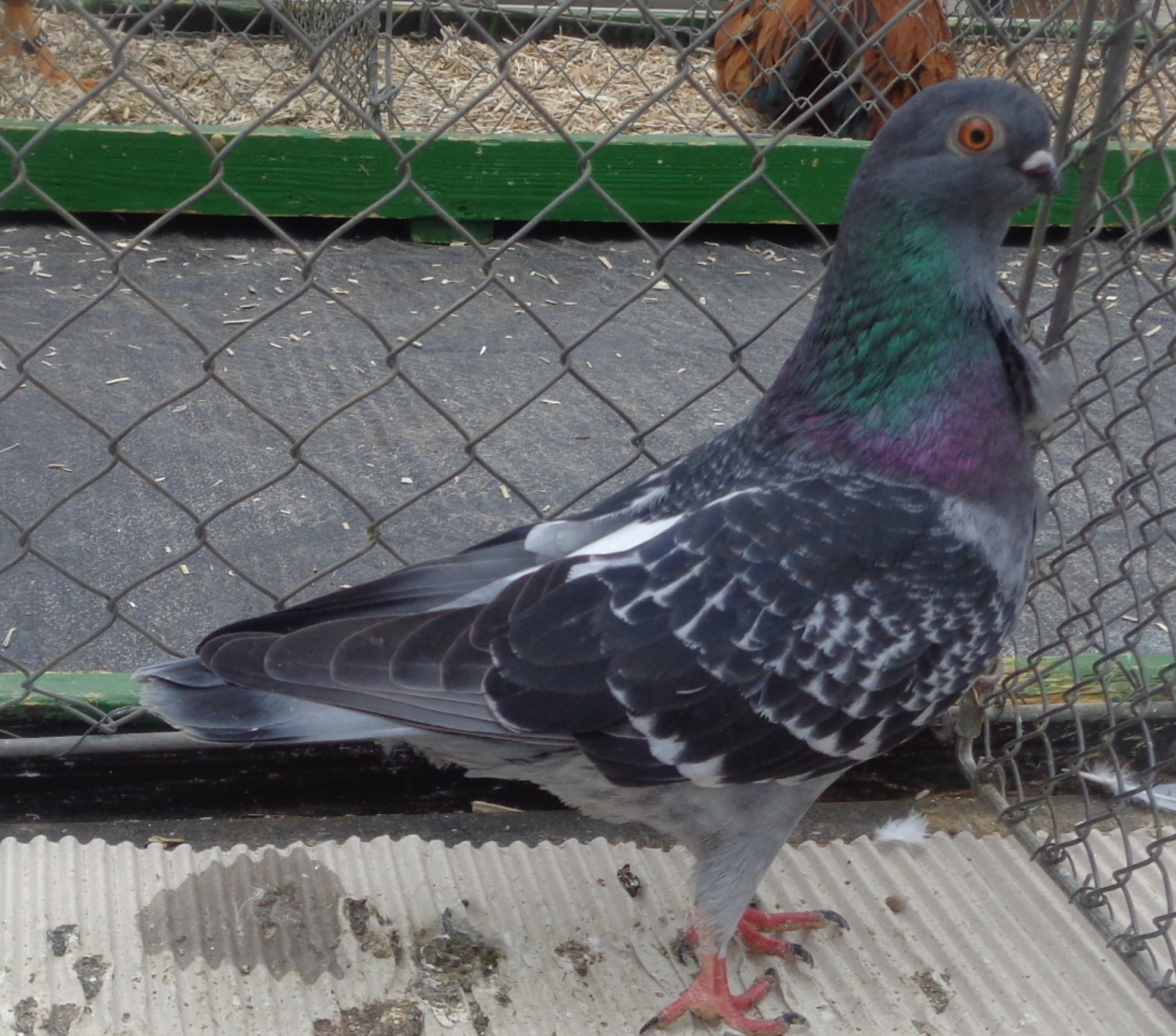
Cravaté Italien bleu écaillé
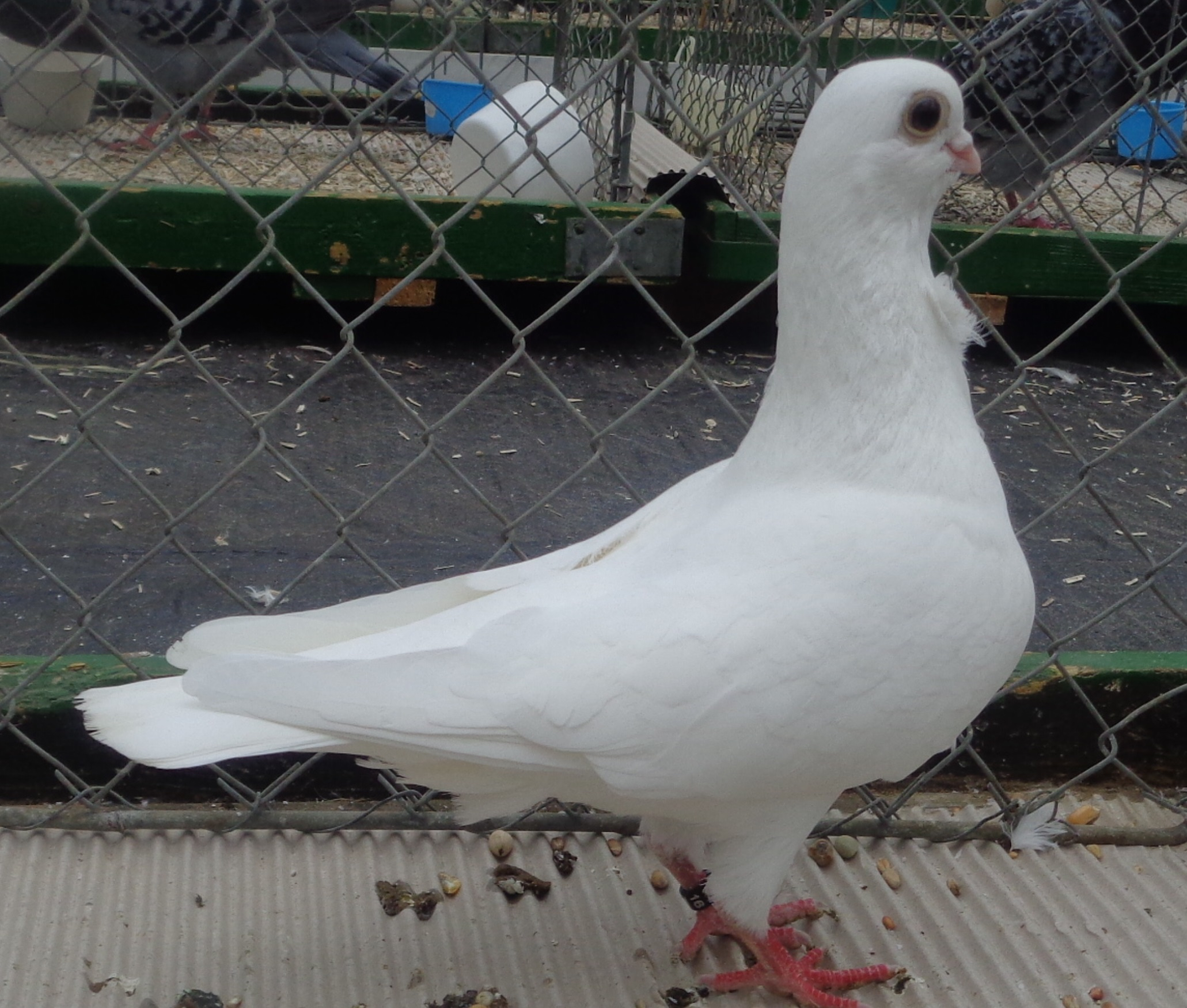
Cravaté Italien blanc